# SC Verl
Sportclub Verl von 1924 – niemiecki klub piłkarski z siedzibą w mieście Verl, występujący w 3. Lidze.

## Historia
Klub został założony w 1924 roku. W 1986 roku po raz pierwszy awansował do trzeciej ligi, którą była wówczas Oberliga. Występował w niej do końca sezonu 1993/1994, a następnie rozpoczął grę w Regionallidze, która zastąpiła Oberligę jako trzeci poziom rozgrywek. W Regionallidze spędził kolejne dziewięć sezonów. W sezonie 2002/2003 zajął w niej 15. miejsce i spadł do Oberligi. W 2007 roku wrócił do Regionalligi, jednak w sezonie 2007/2008 uplasował się w niej na 18. pozycji i został relegowany z ligi.

## Reprezentanci kraju grający w klubie
- Musemestre Bamba
- Elie Bayamba
- Heinrich Schmidtgal
- Etienne Barbara
- Arne Friedrich
- Ousséni Labo
- Jacques Goumai

## Występy w lidze
| Liga                              | Poziom | Sezony razem | Sezony szczegółowo |
| --------------------------------- | ------ | ------------ | --- |
| Oberliga (grupa Westfalen)        | III    | 8            | 1986/1987, 1987/1988, 1988/1989, 1989/1990, 1990/1991, 1991/1992, 1992/1993, 1993/1994                                             |
| Regionalliga (grupa West/Südwest) | III    | 6            | 1994/1995, 1995/1996, 1996/1997, 1997/1998, 1998/1999, 1999/2000                                                                   |
| Regionalliga (grupa Nord)         | III    | 4            | 2000/2001, 2001/2002, 2002/2003, 2007/2008                                                                                         |
| Oberliga                          | IV     | 4            | 2003/2004, 2004/2005, 2005/2006, 2006/2007                                                                                         |
| Regionalliga (grupa West)         | IV     | 12           | 2008/2009, 2009/2010, 2010/2011, 2011/2012, 2012/2013, 2013/2014, 2014/2015, 2015/2016, 2016/2017, 2017/2018, 2018/2019, 2019/2020 |
| 3.Liga                            | III    | 5            | 2020/2021, 2021/2022, 2022/2023, 2023/2024, 2024/2025                                                                              |